# Объёмная оптическая память
Объёмная опти́ческая па́мять — разновидность компьютерной памяти, в которой информация может быть записана и считана в трёхмерном пространстве (а не в привычной двумерной плоскости как, например, в компакт-дисках).
Такой способ хранения информации потенциально способен позволить записывать на диски, сопоставимые по размерам с компакт дисками, порядка терабайта данных. Чтение и запись файлов достигается фокусировкой лазера в объёме. Однако, поскольку структура данных имеет объёмный характер, луч лазера должен проходить сквозь другие точки данных для достижения области, где необходимо произвести чтение или запись. Таким образом, требуется своего рода нелинейность, чтобы
эти данные не мешали достичь желаемой точки.
На 2017 год на массовом рынке нет коммерческих продуктов на основе трёхмерного оптического хранения данных.